# Fireball (Anime)
Fireball (jap. ファイアボール, Faiabōru) ist eine Anime-Fernsehserie der Studios Walt Disney Television International Japan und Jinni’s. Die erste Staffel lief im Jahr 2008, eine zweite folgte 2011 und eine dritte 2017. Die in die Genres Science-Fiction und Comedy einzuordnende Serie handelt von den Erlebnissen zweier Roboter in ferner Zukunft.

## Inhalt
Die Serie zeigt kurze Episoden aus einer fernen Zukunft, in der die Roboter Drossel und Gedächtnis unter ihresgleichen in einer hochtechnisierten Stadt leben und Krieg gegen die Menschheit führen. Dabei ist Gedächtnis der allwissende Diener der jugendlich anmutenden, adeligen Drossel. Sie stets zu begleiten wurde ihm von ihrem verstorbenen Vater aufgetragen. Die Episoden verteilen sich über einen Zeitraum von über 100 Jahren, die beiden Roboter selbst sind mindestens 2.800 Jahre alt.

## Produktion und Veröffentlichung
Die je 2 Minuten langen, als Computeranimation produzierte Folgen entstanden in der ersten Staffel bei Walt Disney Television International Japan, in Staffel 2 bei Jinni’s und zuletzt bei TMS Jinni’s. Regie führte Wataru Arakawa, der auch als Produzent fungierte und das Drehbuch schrieb. Das Charakterdesign stammt von Hitoshi Fukuchi und für die Umsetzung der Animationen war Shigeyuki Watanabe verantwortlich. Für die zweite Staffel wechselte das Charakter- und Mechadesign zu Takayuki Yanase. Die Musik der Serie wurde komponiert von Yoshiyuki Usui.
Im März 2008 gab es eine erste Ankündigung der Serie und am Ende des Monats wurden erste Szenen auf der Tōkyō Kokusai Anime Fair gezeigt. Als Motivation der Produktion wurde genannt, dass Disney auf dem wichtigen japanischen Markt stärker Fuß fassen wolle und daher gemeinsam mit lokalen Künstlern ein auf den Markt zugeschnittenes Produkt schaffen wollte.
Die erste Staffel der Serie mit 13 Folgen wurde vom 7. April bis zum 30. Juni 2008 vom japanischen Disney Channel ausgestrahlt. Eine zweite Staffel mit dem Titel Fireball Charming (ファイアボール チャーミング) und weiteren 13 Folgen folgte vom 4. April bis 27. Juni 2011 bei Tokyo MX sowie mit einigen Tagen Abstand beim Disney Channel, BS Japan und Sun Television. Die dritte Staffel Fireball Humorous (ファイアボール ユーモラス) mit drei Folgen wurde vom 6. Oktober bis 8. Dezember 2017 in Japan ausgestrahlt. Bereits im August 2017 wurden von Disneys Sender Dlife zwei 10 Sekunden lange Kurzepisoden gezeigt. Die Neuauflage der Serie nach so vielen Jahren geschah anlässlich des fünften Geburtstags des Senders.
| Rolle              | japanischer Sprecher (Seiyū) |
| ------------------ | ---------------------------- |
| Drossel von Flügel | Miyuki Kawasho               |
| Gedächtnis         | Toru Ōkawa                   |